# ماجد جميل عبد الرازق
ماجد جميل عبد الرازق أو بابا ماجد (25 سبتمبر 1936 - 25 ديسمبر 2010) هو مقدم برامج تلفزيونية للأطفال وفنان تشكيلي مصري، لقب بابا ماجد وكان أول رجل يقدم برامج للأطفال في التليفزيون المصري منذ نشأته.

## حياته
ولد ماجد جميل عبد الرازق بالمنصورة 25 سبتمبر 1936، تخرج في كلية الفنون الجميلة جامعة حلوان عام 1962 قسم ديكور.

## مسيرته
- عمل مدرسا للتربية الفنية بمدرسة ليسيه الحرية بمصر الجديدة.[9]
- عمل مقدم برامج الاطفال بعد أن أنضم للتليفزيون المصرى سنة 1963.[10]
- بعثة إلى جمهورية ألمانيا الشرقية وجمهورية ألمانيا الغربية للتدريب على ما يقدم لبرامج الأطفال وبعثة إلى جمهورية النمسا للاطلاع على قرى الأطفال sos وما يقدم لهم وكيفية معيشة الأطفال هناك سنة 1980.[11]
- عمل مديرا عام برامج الأطفال بالتليفزيون المصرى منذ 1985.[12]
- وكيل وزارة الاعلام المصرى 1996.[13]
- عمل مستشار برامج الاطفال بدرجة وكيل وزارة.[14]
- له إسهامات متميزة في مجال الفنون التشكيلية فقد قدم عددا من المعارض منها معرض بالقاعة المستديرة بنقابة الفنانين التشكيليين 1987.[15]
- تميزت برامج الأطفال التي قدمها بابا ماجد بالجدية والتعليم والتثقيف بالإضافة إلى التسلية والترفيه.[16]
- مثلا برنامج الكارتون القط مشمش وكان ذا طابع إرشادي وتوجيهي للأطفال، حيث كان يوجه الأطفال من خلال تعليقاته لفعل الأشياء السليمة وترغيبهم في العادات الصحيحة وترك ونبذ العادات والسلوكيات السيئة.[17]